# Liste der Baudenkmäler in Überherrn
In der Liste der Baudenkmäler in Überherrn sind alle Baudenkmäler der saarländischen Gemeinde Überherrn und ihrer Ortsteile aufgelistet. Grundlage ist die Veröffentlichung der Landesdenkmalliste im Amtsblatt des Saarlandes vom 22. Dezember 2004 und die aktuelle Teildenkmalliste des Landkreises Saarlouis in der Fassung vom 9. August 2017.

## Altforweiler
| Lage                        | Bezeichnung                                              | Beschreibung | Bild |
| --------------------------- | -------------------------------------------------------- | --- | ---- |
| Felsberger Straße Lage      | Kath. Kirche St. Matthias                                | St. Matthias wurde in den Jahren 1933 bis 1935 nach Entwürfen von Peter Marx errichtet. Der Ziegelsteinbau besitzt eine breite Turmfassade mit Eingangsportal und Fensterrose. Auf dem Portal sitzen zwei Turmhauben. Das Innere der Basilika wird von sechs Fensterachsen belichtet. Auffällige Rippenbögen tragen die Decke. Der halbrunde Chor beherbergt den Hochaltar mit Kreuzigungsgruppe. |      |
| Saarlouiser Straße 87 Lage  | Weingut de Maringh, Wirtschaftsgebäude mit Gewölbekeller | Erbaut in der ersten Hälfte des 18. Jahrhunderts |      |
| Saarlouiser Straße 93 Lage  | Kath. Kapelle St. Matthias                               | Die Kapelle wurde 1836 erbaut, später profaniert und zum Wohnhaus umgebaut. |      |
| Saarlouiser Straße 106 Lage | Bauernhaus mit Gewölbekellern                            | Erbaut im 18. Jahrhundert, um 1880 umgebaut |      |

## Berus
| Lage                  | Bezeichnung                                        | Beschreibung | Bild |
| --------------------- | -------------------------------------------------- | --- | ---- |
| Burgstraße Lage       | Torhaus Scharfeneck und Stadtmauer mit Treppenturm | Das Torhaus der einstigen Burg Scharfeneck entstand um 1560/80 und wurde von Jakob Lux erbaut. Dem Haus angesetzt ist ein halbrunder Treppenturm, der das Haus knapp überragt. Der zweigeschossige Putzbau besitzt ein Tor mit Rundbogen und Eckquaderung. Im Durchgang ist ein Wachhäuschen untergebracht. Haus und Turm verfiel im 20. Jahrhundert zusehends und wurde Anfang der 1990er Jahre renoviert. |      |
| Kirchenstraße         | Reste der ehem. Stadtmauer                         | Um 1580 von Jakob Lux erbaut |      |
| Kirchenstraße Lage    | Burgtorhaus                                        | Das Burgtorhaus wurde um 1590 von Jakob Lux erbaut. |      |
| Kirchenstraße Lage    | Kath. Kirche St. Martin mit Ausstattung,           | St. Martin wurde 1749/50 nach den Plänen des Baumeisters Johann Heinrich Eckhardt aus Wadgassen errichtet. Die ältesten Teile der Kirche sind der zweijochige Chor aus dem 15. Jahrhundert und der flankeriende Chorturm von 1612. Dieser wurde 1888 erhöht und romanisch umgestaltet. Das Langhaus ist ein flachgedeckter Saal mit umlaufender Hohlkehle. Die Ausstattung stammt fast gänzlich von der Bildhauerfamilie Guldner. In der Kirche Grabmal der hl. Oranna. |      |
| Kirchenstraße 30 Lage | Kath. Pfarrhaus                                    | Erbaut um 1700 |      |
| Kirchenstraße 30 Lage | Bannhaus                                           | Das Bannhaus (auch „Philips Haus“) wurde um 1580 von Jakob Lux erbaut. |      |
| Orannastraße Lage     | Orannakapelle                                      | Die ältesten erhaltenen Teile der Oranna-Kapelle sind spätgotische Reste im Bereich des Chores aus der Zeit um 1230. Während der Französischen Revolution wurde die Kapelle versteigert. Die beiden ersten Besitzer hielten allerdings weiterhin Gottesdienste in der Kapelle ab. Daraufhin wurde das Dach eingerissen. In den folgenden Jahren wurde die Kapelle baufällig un dmusste 1821 wiederhergerichtet werden. Die Inneneinrichtung wurde bei einem Angriff 1940 zerstört. Schon 1946 wurde das Gebäude renoviert. Die kleine Kirche mit rechteckigem Chor besitzt ein Satteldach mit kleinem Dachreiter. Im Jahre 1952 wurde Tristan Ruhlmann mit der Anfertigung von neuen Fenstern beauftragt, die das Wirken der hl. Oranna zeigen. |      |

## Bisten
| Lage                       | Bezeichnung            | Beschreibung | Bild |
| -------------------------- | ---------------------- | --- | ---- |
| Rathausstraße              | Kath. Pfarrhaus        | Das Pfarrhaus ist ein fünfachsiger Bau mit anschließender Scheune. Erbaut wurde das Gebäude 1757. Auffällig ist das Pilasterportal mit Segmentgiebel und Figurennische. |      |
| Rathausstraße Lage         | Kath. Kirche St. Peter | Der rechteckige Saalbau mit dreiseitigem Chor wurde 1780 bis 1788 nach Entwürfen von Johann Girard und Johann Guerich errichtet. Der unverputzte Sandsteinquaderbau mit Eckquaderung besitzt einen Westturm mit Portal. Das Portal wird mit Pilastern gerahmt und Triglyphengebälk und Dreiecksgiebel gekrönt. |      |
| Rathausstraße 7 Lage       | Bauernhaus             | Erbaut 1910 |      |
| Rathausstraße 7 (bei) Lage | Wegekreuz              | Errichtet um 1750, 1871 renoviert |      |
| Rathausstraße 30 Lage      | Nelis Haus             | Das Wohnhaus wurde 1760 erbaut |      |

## Felsberg
| Lage                            | Bezeichnung               | Beschreibung | Bild |
| ------------------------------- | ------------------------- | --- | ---- |
| Altforweilerstraße              | Magots-Haus, Wegekreuz    | 1800 errichtet |      |
| Kirchenweg Lage                 | Wegekreuz                 | 1860 errichtet |      |
| Kirchenweg Lage                 | Wegekreuz                 | 1837 errichtet |      |
| Kirchenweg Lage                 | Kath. Kirche St. Nikolaus | St. Nikolaus wurde von 1898 bis 1901 nach Plänen des Architekten Wilhelm Hector errichtet. Die Saalkirche im neugotischen Stil besitzt einen Turm mit Spitzhelm, an den sich ein Langhaus mit fünfseitigem polygonalem Chor anschließt. Das Kirchenschiff ist unterteilt in vier Joche mit Kreuzrippengewölben gegliedert. |      |
| Metzer Straße 8 (bei) Lage      | Wegekreuz                 | 1819 errichtet |      |
| Metzer Straße 102/104 Lage      | Großhaus                  | Der Wohntrakt eines Bauernhauses wurde um 1690 erbaut. |      |
| Metzer Straße 130 (hinter) Lage | Wegekreuz                 | Errichtet im ersten Viertel des 19. Jahrhunderts |      |
| Schlossberg Lage                | Teufelsburg               | Die Teufelsburg wurde um 1370 errichtet und 1676 zerstört. In den 1960er Jahren wurde die Burg ausgegraben und konserviert. Die einstige Spornburg bestand aus Vor- und Hauptburg. Sie hatte einen Palas mit Wehrturm und Stallungen. Man betrat die Burg über ein Torhaus mit Schießscharte und Brücke über einen Graben. In der Vorburg mit Quelle standen Wirtschaftsgebäude und Pferddetränken. Erhalten sind Fundamente und Mauerreste, das Kellergewölbe des Palas wurde wiederhergestellt. |      |
| Villinger Straße                | Wegekreuz                 | Errichtet 1795 |      |
| Zum Sender Lage                 | Sender Europa 1           | Der Sender mit 2000 kW Sendeleistung der stärkste Rundfunksender Deutschlands und eine der größten Rundfunksendeanlagen der Welt. Die Sendehalle wurde von 1954 bis 1956 von J. F. Gudy und Eugène Freyssinet erbaut. Die Sendehalle ist eine Spannbetonkonstruktion ohne Stützpfeiler mit deckenhohen Fenstern. Das aus Beton gegossenen Dach hängt auf vorgespannten Seilen und besitzt nur eine Symmetrieachse.                                                                                |      |

## Überherrn
| Lage              | Bezeichnung                                      | Beschreibung | Bild |
| ----------------- | ------------------------------------------------ | --- | --- |
| Linslerhof Lage   | Ensemble Linslerhof                              | Der Linslerhof wurde im Jahr 1154 erstmals in einer Schenkungsurkunde an das Kloster Fraulautern urkundlich erwähnt. 1789 wurde das Kloster Fraulautern im Zuge der Französischen Revolution aufgelöst und der Linslerhof zunächst verstaatlicht und 1791 öffentlich versteigert. Um 1900 ging der Hof durch eine Erbschaft in den Besitz der Familie Boch-Galhau über. Mitte der 90er Jahre verfielen Gutshaus und Wirtschaftsgebäude. Die Familie entschloss sich, ein Hotel mit Restaurant und landwirtschaftlichem Gut zu eröffnen. | Der Linslerhof wurde im Jahr 1154 erstmals in einer Schenkungsurkunde an das Kloster Fraulautern urkundlich erwähnt. 1789 wurde das Kloster Fraulautern im Zuge der Französischen Revolution aufgelöst und der Linslerhof zunächst verstaatlicht und 1791 öffentlich versteigert. Um 1900 ging der Hof durch eine Erbschaft in den Besitz der Familie Boch-Galhau über. Mitte der 90er Jahre verfielen Gutshaus und Wirtschaftsgebäude. Die Familie entschloss sich, ein Hotel mit Restaurant und landwirtschaftlichem Gut zu eröffnen. |
| Linslerhof Lage   | Ensemble Linslerhof                              | Linslerhof, Scheune, um 1950 (Ensemblebestandteil im Ensemble Linslerhof) | |
| Linslerhof Lage   | Ensemble Linslerhof                              | Linslerhof, Verwaltungsgebäude, 1943 (Ensemblebestandteil im Ensemble Linslerhof) | |
| Linslerhof Lage   | Ensemble Linslerhof                              | Linslerhof, Fahrzeugschuppen, um 1940 (Ensemblebestandteil im Ensemble Linslerhof) | |
| Linslerhof Lage   | Ensemble Linslerhof                              | Linslerhof, Wohnhaus mit Schweinestall, 1943 (Ensemblebestandteil im Ensemble Linslerhof) | |
| Linslerhof Lage   | Ensemble Linslerhof                              | Linslerhof, Düngerlager, 1930–40 (Ensemblebestandteil im Ensemble Linslerhof) | |
| Linslerhof Lage   | Ensemble Linslerhof                              | Linslerhof, Kartoffelvorkeimhaus, 1920–30 (Ensemblebestandteil im Ensemble Linslerhof) | |
| Linslerhof Lage   | Ensemble Linslerhof                              | Linslerhof, Kartoffelkeller, um 1850 (Ensemblebestandteil im Ensemble Linslerhof) | |
| Linslerhof Lage   | Ensemble Linslerhof                              | Linslerhof, Dreiflügeliger Wirtschaftstrakt mit Rampen und Brücken, Brennereigebäude, 2. Viertel 19. Jh. (Einzeldenkmal im Ensemble Linslerhof) | |
| Linslerhof Lage   | Ensemble Linslerhof                              | Linslerhof, Wohnhaus, um 1780 (Einzeldenkmal im Ensemble Linslerhof) | |
| Lindenstraße Lage | Wegekreuz, 1760 von Adam Guldner (Einzeldenkmal) | An der Südfassade der Kirche St. Bonifatius befindet sich das Guldnerkreuz, ein Wegekreuz des Bildhauers Adam Guldner aus dem Jahr 1760. Das Kruzifix steht auf einem niedrigen Altar und einem Fuß mit barock verzierter Kartusche und Inschrift. Die Füße Christi ruhen auf einem Schädel. | |
| Lindenstraße Lage | Kath. Kirche St. Bonifatius                      | Die Bonifatiuskirche wurde 1929 von Ludwig Becker und Anton Falkowski in expressionistischer Formensprache errichtet. Das Langhaus der Basilika wird von einem Tonnengewölbe mit netzartigen Strukturen überspannt. Der rechteckigen Chor mit Tonnengewölbe wird im Osten durch eine schmale Apsis abgeschlossen. Das Portal auf der Westseite wird von einem Söller mit mächtigen Säulen überdacht. An der Südwestseite der Fassade steht ein Kirchturm über quadratischem Grundriss.                                                  | |
| Linslerhof Lage   | Kath. Wallfahrtskapelle St. Antonius             | Um 1850 errichtet | |